# Голод в Казахстане (1932—1933)
Голод в Казахстане 1931—33 годов (каз. Қазақстандағы 1932—1933 жж. ашаршылық) — часть общесоюзного голода 1932—33 годов, вызванного официальной политикой «уничтожение кулачества как класса», коллективизацией, увеличением центральными властями плана заготовок продовольствия, а также, фактически, конфискацией скота. В Казахстане также принято называть этот голод «голощёкинским». Во время массового голода были зафиксированы многочисленные случаи каннибализма.

## Причины
В 1925 году первым секретарём Казкрайкома был назначен известный деятель ВКП(б) Филипп Голощёкин.
Первые два года своего правления (1925—1927 годы) он провёл в Казахском крае. Подавляющее большинство казахов тогда были полукочевниками. По переписи 1926 года четверть казахов была оседлой, 6 % казахов кочевали круглый год, а более 65 % являлись полукочевниками (то есть кочевали только летом).
В эти годы у людей отнимали скот, имущество и под конвоем милиции направляли в «точки оседания».
Скот, реквизируемый для нужд колхозов, забивали на месте, так как невозможно было прокормить собранные в одном месте большие стада.
К 1933 году из 40 млн голов скота осталась примерно одна десятая часть.
От таких действий в первую очередь пострадали казахи, так как скот был главным, а нередко единственным источником их пропитания.
Первым мероприятием в Казахстане были конфискации, проведенные весной 1928 и осенью 1928 годов. Под конфискацию попали 11260 хозяйств, у которых было отобрано около 4,5 миллионов голов скота (в пересчёте на крупный рогатый скот).
По признанию самого Голощекина, первоначальные замыслы Советской власти были вдвое масштабнее, и собирались конфисковать хозяйства до 15,0 млн голов (все далее, согласно статистике 1920-х годов, в переводе на крупнорогатый скот), и общее число голов скота для «баев-полуфеодалов» должно было составить не более 150 голов на хозяйство.
Но при утверждении плана конфискации 1928 года в ЦК ВКП(б) и ВЦИК СССР, Голощекина одёрнули, и установили другие нормы: 400 голов — кочевые хозяйства, 300 — полукочевые, 150 — оседлые.
Общее число хозяйств, подлежащих конфискации, снизилось до 7000.
Согласно плану на заготовительный сезон 1930/31 годов, Казахстан должен был поставить 493,5 тысячи тонн скота в живом весе, или 18,4 % от общесоюзного объёма, хотя его доля в общем поголовье скота не превышала 12 %. При этом для Казахстана также были установлены чрезмерные объёмы хлебозаготовок: если в 1930 году урожайность в Казахстане составила 37,6 пуда с гектара, то в 1931 — 27,5, почти на треть меньше. Но при этом объём изъятого зерна увеличился с 33,1 до 39,5 миллиона пудов, то есть на 20 %. Всё это создало предпосылки для начала массового голода.

## Оценки числа жертв
В результате, в течение 1931—1933 годах умерло от 2,3 млн чел. (оценка Роберта Конквеста) до 3,25 млн чел. (оценка Абылхожина, Козыбаева и Татимова, 1989). Около 1 миллиона казахов вынуждены были откочевать в сопредельные Казакской АССР регионы Российской Федерации, в том числе Киргизскую АССР, Каракалпакскую АССР, Саратовский, Сталинградский и Средневолжский края, Оренбургскую, Челябинскую, Омскую области, а также Западно-Сибирский край. Имели место откочёвки и в сопредельные союзные республики: Туркменскую ССР и Узбекскую ССР. За пределы СССР значительное число казахов откочевало в Китай, Монголию, Иран и Афганистан. Впоследствии 0,4 млн казахов совершили обратную откочёвку в Казахстан. Насильственные меры по переводу кочевников на оседлый образ жизни привели к огромным жертвам, в основном среди казахского населения.
Некоторые казахстанские историки приводят значительно более высокие оценки числа жертв голода, так проф. Х. М. Абжанов, директор Института истории и этнологии имени Ч. Ч. Валиханова, считает: «Голод унёс жизни не менее 4 млн казахов. Одна шестая часть коренного населения навсегда покинула историческую родину. Из 6,5 млн казахов 1911 года составивших 82 % населения края, к 1939 году остались всего 2,3 млн, их удельный вес в составе населения республики упал до 38 %.»
Согласно Всесоюзной переписи населения СССР 1926 года, казахов в СССР насчитывалось 3 968 289 человек, а согласно переписи 1939 года — всего 3 100 949 человек. (Падение на 22,5%)  То есть за период с 1926 года по 1939 год численность казахов на территории СССР по данным переписей сократилось на 867 340 человек. При этом с начала 1930 г. до середины 1931 г. с территории Казахстана откочевало 281 230 крестьянских хозяйств, значительная часть — на территорию Китая, Ирана и Афганистана. Всего за пределы республики в годы голода откочевало 1130 тыс. чел., из них 676 тыс. безвозвратно и 454 тыс. впоследствии вернулось в Казахстан.
В результате миграции и изменений границ союзных республик, доля всех казахов СССР, проживавших в пределах КазАССР, а затем КазССР, уменьшилась, по примерным данным переписей, с 93,6 % в 1926 м году (3,714,394 из 3,968,289) до 75 % в 1939м (2,327,625 из 3,100,949).
К 1959му, эта доля, в силу возвращения откочёвщиков, выросла до 77,2 % (2,794966 из 3,621,610), а 1989му — до 80,3 % (6,534,616 из 8,134,818).
Часть казахов, откочевавших в смежные с Казахстаном регионы СССР, возвратились в 30-е годы, а часть из откочевавших в Китай — вернулись лишь в 1962 году, когда СССР разрешил переход государственной границы всем желающим из Китая.
Согласно расчётам доктора исторических наук, профессора А. Н. Алексеенко «…с учётом всех возможных поправок потери казахского населения составили не более 1840 тысяч человек или 47,3 % от численности этноса в 1930 году. Более всего пострадали казахи севера республики. Потери составили здесь 879,4 тысячи человек или 74,5 % от численности этноса в 1930 году. В данном регионе наблюдалась наиболее значительная миграция, в первую очередь в пограничные районы Российской Федерации и Китая. Более половины представителей этноса было потеряно в Восточном Казахстане — 410,1 тысячи человек или 52,3 %. Западный Казахстан потерял 394,7 тысячи казахов или 45,0 % этноса, Южный — 632,7 тысячи или 42,9 %. Наименьшие потери были в Центральном Казахстане — 22,5 тысячи человек или 15,6 % этноса данного региона.» При этом, в своей статье Алексеенко указывает на то, что более трети от указанной цифры демографических потерь приходится на казахов, откочевавших с территории Казахской АССР в другие регионы СССР и за границу. Массовая перекочёвка в смежные с Казахстаном регионы СССР привела к тому, что численность казахов в соседних с Казахской АССР регионах СССР увеличилась за межпереписной период 1926—1939 гг. в 2,5 раза и составила 794 тыс. человек, кроме-того около 200 тыс. казахов откочевало за рубеж — в Китай, Монголию, Афганистан, Иран, Турцию.
В 2013 году Институт демографии и социальных исследований имени М. В. Птухи НАН Украины провёл международную научную конференцию «Голод на Украине в первой половине XX столетия: причины и результаты (1921—1923, 1932—1933, 1946—1947)», где были опубликованы оценки демографических потерь в результате голода 1932—1933 гг.: избыточное количество смертей населения Украины составило 3 млн 917,8 тыс. чел., России — 3 млн 264,6 тыс., Казахстана — 1 млн 258,2 тыс. чел., суммарно на всей территории СССР — 8 млн 731,9 тыс. чел. Относительные потери от голода 1932—1933 гг. были наивысшими в Казахстане — 22,42 %, на Украине — 12,926 %, в России — 3,17 %, в среднем по СССР 5,42 %.
Приведённые оценки позволяют сделать вывод о том, что Казахстан был наиболее пострадавшим от голода 1930-х годов регионом СССР, что было отмечено и в статье «Забытый советский голод» в The Wall Street Journal (США).

Положение с голодом усугублялось ещё жестким подавлением частями Красной Армии любой попытки избежать грабительской конфискации всего скота, который являлся единственным источником пропитания и выживания. Когда некоторые аулы и роды (племени) начали откочёвывать, пытаясь спасти свой скот, то на их перехват посылались отряды Красной Армии для ареста и уничтожения якобы «басмаческой банды».
На самом деле, это были обычные мирные люди, которые пытались спастись от голода в населённых казахами территориях сопредельного Китая, или пытавшиеся мигрировать в те регионы РСФСР, где голода не было. Попытки остановить переселение в Китай активно предпринимали и пограничники, пытающиеся остановить их пулемётным огнём. Но, тем не менее, сотни тысяч казахов (иногда аулами целиком) смогли бежать от голода в Китай.

В своем послании начальник Казнархозучёта (аналог нынешнего управления статистики) Мухтар Саматов сообщал, что население Казахстана уменьшилось всего… на 971 тысячу человек. Как оказалось, советские руководители намеренно занижали потери населения от голода. По окончании переписи 1937 года Сталин вместо прироста населения обнаружил его убыль. Выразив возмущение и недоверие итогом работы переписчиков, Сталин приказал засекретить данные переписи, а всех, кто принимал в ней участие, объявить врагами народа. В числе первых был казнен Мухтар Саматов и его непосредственный начальник, руководитель Всесоюзного нархозучёта И. А. Краваль. Кроме того, в Казахстане были расстреляны все без исключения областные и районные руководители нархозучёта — якобы они намеренно уменьшали количество населения и тем самым сыграли на руку врагам СССР
. Вместе с тем, перепись 1937 года учитывала лишь наличное население, тогда как перепись 1939 учитывала постоянное и наличное население. В 1939 году, впервые в истории российских и советских переписей был введен контрольный бланк, который заполнялся на тех, кто проживал в данном месте, но отсутствовал в момент переписи.
Голод в Казахстане 1932—1933 гг. получил в народе название — каз. ашаршылық.
Казахи только к 1970 г. восстановили внутри Казахстана свою численность на уровне 1926 г. До голода в Казахстане в 1932—1933-х годах в Казахстане в этническом отношении доминировали казахи, но только к концу 1990-х они снова стали большинством в республике (хотя данные переписи 1939 года указывали казахов как большинство в Казахской ССР). На освободившиеся места в период 1938-44 гг. советскими властями были переселены ссыльные и депортированные народы: ингуши, чеченцы, крымские татары, корейцы, балкарцы, курды, турки, карачаевцы, поляки, немцы. Также население Казахстана пополнилось узниками ГУЛАГа: Карлага, Степлага, Песчанлага и др., часть которых остались жить впоследствии в Казахстане.
При этом, за изменениями числа представителей этносов в том числе стоит и ассимиляция. Так же, как это происходит сейчас в Казахстане и Украине, в начале 20х, в ходе «политики коренизации», многие нетитульные жители республик, и особенно полукровки, записывались в титульный этнос, что повлияло на данные переписи населения СССР 1926 года. В 30-е же годы наметилась тенденция к русификации крупных этносов и сохранению малых, и детей от смешанных браков стали относить уже к русскому (поскольку «советской» общности ещё не сформировалось) или другим нетитульным этносам, что повлияло на данные переписи 1939 года.
| Национальность | 1926 г.    | 1937 г.    | 1937 в % к 1926 |
| -------------- | ---------- | ---------- | --------------- |
| русские        | 77 791 124 | 93 933 065 | 120,7 %         |
| украинцы       | 31 194 976 | 26 421 212 | 84,7 %          |
| белорусы       | 4 738 923  | 4 874 061  | 102,9 %         |
| узбеки         | 3 955 238  | 4 550 532  | 115 %           |
| татары         | 3 029 995  | 3 793 413  | 125,2 %         |
| казахи         | 3 968 289  | 2 862 458  | 72,1 %          |
| евреи          | 2 672 499  | 2 715 106  | 101,6 %         |
| азербайджанцы  | 1 706 605  | 2 134 648  | 125,1 %         |
| грузины        | 1 821 184  | 2 097 069  | 115,22 %        |
| армяне         | 1 568 197  | 1 968 721  | 125,5 %         |
| мордва         | 1 340 415  | 1 248 867  | 93,2 %          |
| немцы          | 1 238 549  | 1 151 601  | 92,9 %          |

## По регионам
Демографические потери оцениваются как: сверхсмертность (обусловленное смертью от дистрофии, а также вызванными недоеданием болезнями, превышение фактического числа умерших над тем, которое сложилось в предшествующий возникновению негативных факторов период), снижение рождаемости (сокращение фактического числа рождений в сравнении со сложившимся в период до возникновения негативных факторов и обусловленное распадом семей, снижением брачности, ухудшением физического состояния женщин, провоцирующими снижение фертильности, а также спонтанное и искусственное прерывание беременности), миграция за пределы исследуемого региона, в данном случае массовая откочёвка казахов из голодающих районов в смежные регионы Российской СФСР (Каракалпакская АССР, Киргизская АССР, Саратовский, Сталинградский и Средневолжский края, Оренбургскую, Челябинскую, Омскую области, а также Западно-Сибирский край), а также Узбекской ССР, Туркменской ССР и в Китай, Монголию, Иран и Афганистан.
Демографические потери казахского этноса были наибольшими на востоке Казахстана, где они составили 64,5 % их общей численности, так как в данном регионе наблюдалась наиболее значительная откочёвка, в первую очередь в пограничные регионы Российской СФСР и Китая. В Северном Казахстане демографические потери среди казахов составили 52,3 %; в Западном Казахстане — 45,0 %; в Южном Казахстане — 42,9 %. Наименьшие демографические потери были в Центральном Казахстане — 15,6 %, что обусловлено не тем, что голод миновал этот регион, а миграцией сюда казахов из других регионов Казахстана. Это частично компенсировало потери, так как в этот период формировался Карагандинский угольный бассейн, где было более или менее сносное обеспечение продовольственными товарами по сравнению с другими регионами.

## Положение откочевавших казахов и их репатриация
Откочевавшие за пределы Казахстана казахи оказались в тяжелом положении: в местах прибытия были не готовы их принять. Это касалось как Западного Китая, так и сопредельных советских территорий. Не хватало продовольствия для помощи беженцам, а то, что имелось часто разворовывалось. Например, в Башкирскую АССР прикочевали 2,7 тысяч казахских хозяйств. В начале 1932 года башкирские власти распорядились выслать их в Казахстан, но Москва отменила это решение (с наложением взыскания). Тогда башкирские власти потребовали на «устройство» казахов 5 млн руб, из которых Совет народных комиссаров РСФСР выделил десятую часть. Власти приняли меры по борьбе с разворовыванием продовольствия для голодающих.
Прокуратура Казахстана в 1933 году завела более 800 уголовных дел по обвинениям в хищениях продовольственной помощи или мошенничестве при устройстве казахов-репатриантов, из которых почти 600 дел довели до суда. Из 1800 осужденных 566 человек занимали должности в партийном и государственном аппарате, только 371 человек относились к категории «баи, кулаки и другие чуждые элементы». Приговоры были следующие: 90 человек осудили к расстрелу, 1084 человека получили по 10 лет исправительно-трудовых лагерей.

## Реакция властей
Руководство Казахской АССР предвидело, что осенью 1931 года и последующей зимой продовольственная ситуация в республике будет очень тяжёлой. В июле 1931 члены Казахского крайкома ВКП(б) М. И. Кахиани, И. М. Курамысов и У. Д. Исаев направили письмо Сталину с просьбой разрешить снизить план хлебозаготовок в полтора раза с 75 миллионов пудов до 50. На это письмо И. В. Сталин наложил резолюцию «Сделать нагоняй. Прекратить дискуссию. Ст.».

27 февраля 1932 И. В. Сталин направил первому секретарю Казахского крайкома ВКП(б) Ф. И. Голощекину шифротелеграмму: 
По всем данным, Ваш край является самым отсталым с точки зрения сбора семян. Везде стали шевелиться люди, с успехом собирают семена, а у Вас какой-то паралич. ЦК требует принять срочные меры по сбору семян, организовать перелом и сообщить о принятых мерах. Секретарь ЦК Сталин.
 Ответ Голощекина не опубликован. Но реакцией на него было постановление 9 марта 1932 года Политбюро ЦК ВКП(б) о отпуске КазАССР дополнительной продовольственной ссуды 500 тысяч пудов ржи и 1 млн пудов проса, то есть эти объёмы зерна должны были быть возмещены из нового урожая.

9 июля 1932 года Политбюро приняло решение: 
а) Из персидской [закупленной в Персии] пшеницы оставить в Средней Азии 6 тыс. тонн, обязав Средазбюро ЦК ВКП(б) срочно отгрузить из ближайших к Казакстану районов 6 тыс. тонн хлеба в Казахстан. б) Отгрузить из неп[прикосновенного] фонда Средней Волги 2 тыс. тонн хлеба для Восточно-Казакстанской области.
17 сентября 1932 года Политбюро ЦК ВКП(б) приняло постановление «О сельском хозяйстве и, в частности, животноводстве Казахстана». В нём говорилось, что «ЦК признаёт правильной линию крайкома по постепенному оседанию кочевого и полукочевого казахского населения <…>. ЦК постановляет: Отпустить 2 млн пуд. хлеба для продовольственной помощи и семенной ссуды для весеннего ярового посева кочевым и полукочевым хозяйствам. <…> ЦК постановляет: а) Уменьшить план хлебозаготовок по Казахстану на 3 млн пуд. б) Отсрочить возврат продсемссуды в размере 5 млн пуд. до следующего года. <…> г) План хлебозаготовок по Казахстану (за вычетом указанных льгот) выполнить безусловно».
4 апреля 1933 года в ответ на телеграмму Мирзояна (не опубликована) было принято решение «Разбронировать дополнительно 15 тысяч тонн пшеницы, 167 тонн ячменя и 500 тонн овса из непфонда в счёт отпущенной семссуды», то есть с условием возмещения из нового урожая.
1 июня 1933 года Политбюро ЦК ВКП(б) «согласилось с просьбой крайкома и Совнаркома КазАССР» и уменьшило «15-месячный план скотозаготовок по крестьянскому сектору в Казакстане на 8 тыс. тонн (с 34 тыс. тонн до 26 тыс. тонн)».
Во второй половине 1933 в Казахстане обострилась проблема возвращающихся «откочевников», часто оказывавшихся без средств к существованию. Например, Каганович сообщал Шубрикову:
Распоряжением крайкома из Сорочинского района Средне-Волжского края в административном порядке выселены на территорию Западного Казахстана 81 хозяйство в составе 391 человека, работавших в Сорочинском районе, причем при выселении этим хозяйствам не произвели расчета по месту их работы. Эти хозяйства выселены без средств и продовольствия, в силу чего в пути следования умерло 22 человека
Вернувшихся «откочевников» были тысячи, средств для помощи им в республике не было. Власти Казахстана обратились за помощью в Центр. 17 августа 1933 года Политбюро приняло решение «О колхозных фондах снабжения откочевников в Казахстане», в котором «в виде исключения» удовлетворило ходатайство Казахского крайкома об образовании в колхозах, в которые были приняты откочевники, специальных фондов для их снабжения. 20 августа 1933 года Совнарком СССР принял постановление «О снабжении в централизованном порядке 70 тыс. беспризорных детей Казахстана». Ситуация продолжала оставаться крайне тяжёлой. ОГПУ и местные власти сообщали о голодной смертности среди «откочевников», о новой волне откочевок в более урожайные районы. Руководство Казахстана снова обратилось в Центр с просьбой о помощи. 14 сентября 1933 года Политбюро приняло решение «отпустить в качестве продпомощи для откочевников Казахстана 500 тыс. пуд. хлеба, из них 250 тыс. пуд. проса и 250 тыс. пуд. пшеницы. Отпуск произвести в первую очередь из зерна, находящегося на глубинных пунктах».
В общем, с сентября 1932 года по декабрь 1934 года Казахстан получил 5 млн центнеров зерна в качестве продовольственной помощи. Это 31,2 млн пудов. Из них основная масса поступила в конце 1933 года и в 1934 году, когда продовольственная помощь широко предоставлялась возвращающимся откочевщикам. Но при этом только в одном 1931 году план хлебозаготовок составлял в 2 с половиной раза больше 75 миллионов пудов, а руководство Казахстана пыталось его снизить на 25 млн пудов, величину сравнимую с оказанной позже помощью, в основном, семенными ссудами.

## Голод в искусстве
- 1984—2000 — Роман-трилогия «Одинокая юрта» Смагула Елубаева[43].
- 1992 — «Великий джут», на казахском «каз. Нәубет» (документальный, «Казахтелефильм») — сценарий Валерий Михайлов, режиссёр Калила Умаров, в 2012 году этот фильм-реквием был восстановлен на студии «Kalilafilm»[44].
- 1997 — «Заманай» (Времена), фильм-драма, «Оркен-фильм», режиссёр Болат Шарип, поставлен по роману Сакена Жунусова «Тропа» (1990).
- 2013 — «Ашаршылық», документальная лента о голоде 1932—1933 годов в Казахстане, реж. Еркин Ракишев[45].
- 2015 — «Жат» («Память», также «Чужой»), режиссёр Ермек Турсунов[46].
- 2016 — Коллективизации и голоду в Казахстане посвящено несколько эпизодов киносаги Ахана Сатаева «Дорога к матери»[47].
- 2022 — «Қаш», драма, режиссёр Айсултан Сеитов[48].

## Память о жертвах
- Алматы. 31 мая 2017 года был открыт памятник жертвам голода начала 1930-х годов. Памятник расположен в Сосновом парке на пересечении улиц Наурызбай батыра (бывш. ул. Дзержинского) и Карасай батыра (бывш. ул. Виноградова), находящихся рядом со зданием бывшего республиканского управления НКВД[49].
- Астана. Памятник жертвам голода в Казахстане 1932—1933 годов, представляющий монументальную скульптурно-художественную композицию «каз. 1932-1933 жылдардағы ашаршылық құрбандарының рухына тағзым». Установлен в 2012 году на пересечении проспектов Республики и Абая.
- Павлодар. Памятник жертвам голода в Казахстане 1932—1933 годов. Установлен в 2012 году у входа на старое мусульманское кладбище, на котором производились массовые захоронения погибших от голода[50].